# Самарате
Самара̀те (на италиански: Samarate; на ломбардски: Samaràa, Самараа) е град и община в Северна Италия, провинция Варезе, регион Ломбардия. Разположен е на 221 m надморска височина. Населението на общината е 16 097 души (към 2018 г.).